# Землянка (Глуховский район)
Землянка (укр. Землянка) — село,
Землянковский сельский совет,
Глуховский район,
Сумская область,
Украина.
Код КОАТУУ — 5921582701. Население по переписи 2001 года составляло 598 человек.
Является административным центром Землянковского сельского совета, в который, кроме того, входят сёла
Гута и
Кушкино.

## Географическое положение
Село Землянка находится на расстоянии в 1 км от левого берега реки Эсмань.
В 1,5 км расположено село Шевченково.
По селу протекают пересыхающие ручьи с запрудами.
К селу примыкает большой лесной массив (дуб, сосна).

## История
- Первое упоминание о селе Землянка относится к первой половине XVII века.

## Объекты социальной сферы
- Школа І-ІІ ст.